# Scelotes bipes
Scelotes bipes là một loài thằn lằn trong họ Scincidae. Loài này được Linnaeus mô tả khoa học đầu tiên năm 1766.